# Nototriche caesia
Nototriche caesia är en malvaväxtart som beskrevs av Arthur William Hill. Nototriche caesia ingår i släktet Nototriche och familjen malvaväxter. Inga underarter finns listade i Catalogue of Life.